# 브룩스 로런스
브룩스 율리시스 로런스(영어: Brooks Ulysses Lawrence, 1925년 1월 30일~2000년 4월 27일)는 미국의 프로 야구 선수로, 포지션은 투수였다. 7시즌 동안 메이저 리그 베이스볼(MLB)의 세인트루이스 카디널스(1954~1955), 신시내티 레드레그스/레즈(1956~1960) 등지에서 뛰었다.